# London Borough of Lewisham
Der London Borough of Lewisham [ˈluːɪʃəm] ist ein Stadtbezirk von London. Er liegt südöstlich des Stadtzentrums. Bei der Gründung der Verwaltungsregion Greater London im Jahr 1965 entstand er aus dem Metropolitan Borough of Lewisham und dem Metropolitan Borough of Deptford im ehemaligen County of London.
Im Gegensatz zu den meisten Gebietskörperschaften in England hat Lewisham einen direkt gewählten Bürgermeister.

## Stadtteile
- Bell Green
- Bellingham
- Blackheath
- Brockley
- Catford
- Chinbrook
- Crofton Park
- Crystal Palace
- Deptford
- Downham
- Grove Park
- Hither Green
- Honor Oak
- Honor Oak Park
- Ladywell
- Lee
- Lewisham
- Lower Sydenham
- New Cross
- New Cross Gate
- St John’s
- Sydenham
- Sydenham Hill
- Upper Sydenham

Der Stadtteil Crystal Palace ist auch Teil anderer Londoner Stadtbezirke.

## Bevölkerung
Die Bevölkerung setzte sich 2008 zusammen aus 65,1 % Weißen, 6,0 % Asiaten, 21,7 % Schwarzen und 1,4 % Chinesen.

## Sehenswürdigkeiten
Zu den Sehenswürdigkeiten gehört das Horniman Museum in Forest Hill.

## Persönlichkeiten
- James Blake (* 1988), Musiker

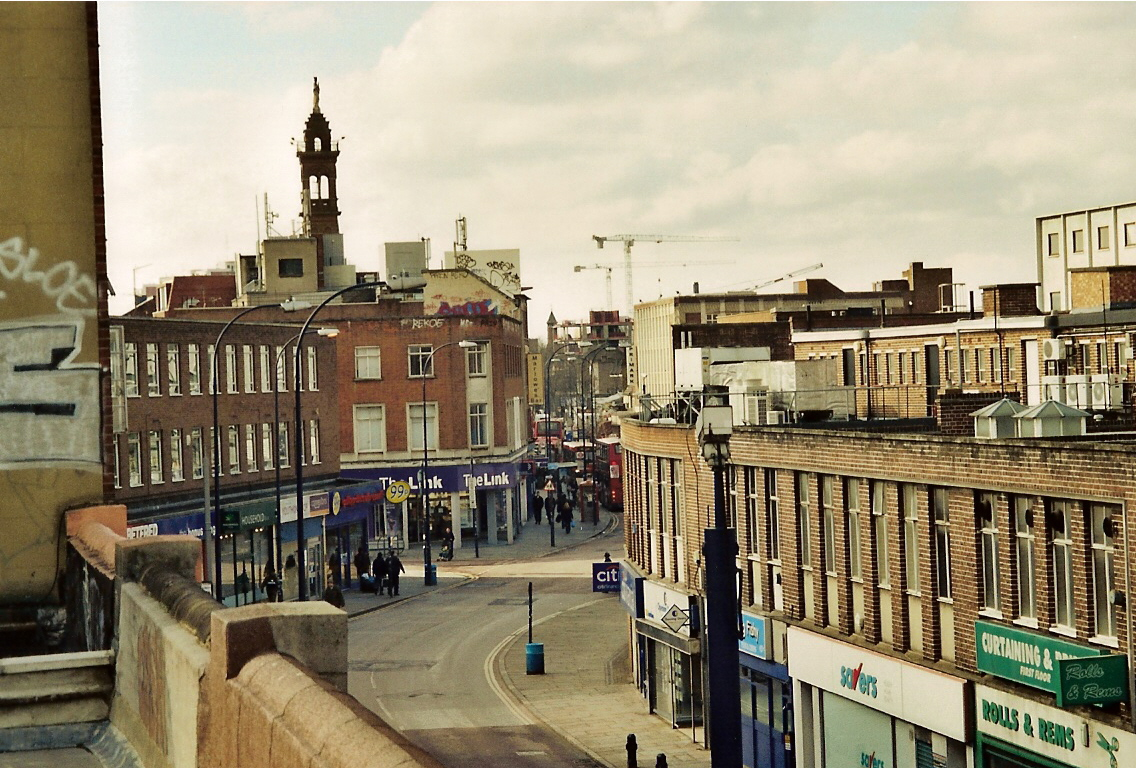
An der Lewisham High Street (2005)

- Arthur Chase (1874–unbekannt), Bahnradsportler und Weltmeister
- Gladys Cooper (1888–1971), Schauspielerin
- Ben Elton (* 1959), Autor und Komiker
- Ernest Farrar (1885–1918), Komponist
- Victor Gauntlett (1884–1949), südafrikanischer Tennisspieler
- Joe Gomez (* 1997), Fußballspieler
- Carol Grimes (* 1944), Sängerin
- Janice Hadlow (* 1957), Medienmanagerin
- Keeley Hazell (* 1986), Model
- Lionel Jeffries (1926–2010), Schauspieler, Drehbuchautor und Filmregisseur
- James Robertson Justice (1907–1975), Schauspieler und Ornithologe
- Jem Karacan (* 1989), Fußballspieler
- Jude Law (* 1972), Schauspieler
- Josh Maja (* 1998), Fußballspieler
- Eleanor Marx (1855–1898), deutsch-englische Sozialistin, Publizistin, Vortragsrednerin und Übersetzerin, Tochter Karl Marx, lebte von Sommer 1895 bis zu ihrem Tod in Sydenham
- Terence Morgan (1921–2005), Schauspieler
- Boyd Neel (1905–1981), Dirigent und Musikpädagoge
- Peter O’Donnell (1920–2010), Schriftsteller
- Gary Oldman (1958), Schauspieler und Regisseur
- Hope Powell (1966), Fußballspielerin und Trainerin
- Louise Redknapp (* 1974), Sängerin und TV-Moderatorin
- Omar Richards (* 1998), Fußballspieler
- Cicely Saunders (1918–2005), Ärztin, Sozialarbeiterin, Krankenschwester
- Henry Courtney Selous (1803–1890), Maler und Kupferstecher
- Jason Statham (* 1967), Schauspieler
- Kae Tempest (* 1985), Lyriker/in, Theater- und Romanautor/in
- Denis Thatcher (1915–2003), Ehemann von Margaret Thatcher
- Robin Trower (* 1945), Rockmusiker
- Sid Vicious (1957–1979), Punkmusiker
- Stan Vickers (1932–2013), Geher
- Henry Williamson (1895–1977), Schriftsteller
- Percival Christopher Wren (1875–1941), Soldat und Schriftsteller
- Ian Wright  (* 1963), Fußballspieler
- Bradley Wright-Phillips (* 1985), Fußballspieler
- Shaun Wright-Phillips (* 1981), Fußballspieler

## Städtepartnerschaften
Es besteht eine Partnerschaft mit dem Bezirk Charlottenburg-Wilmersdorf in Berlin.